# Boninagrion ezoin
Boninagrion ezoin е вид водно конче от семейство Coenagrionidae. Видът е критично застрашен от изчезване.

## Разпространение
Разпространен е в Япония (Бонински острови).